# Oxalis zeyheri
Oxalis zeyheri är en harsyreväxtart som beskrevs av Otto Wilhelm Sonder. Oxalis zeyheri ingår i släktet oxalisar, och familjen harsyreväxter. Inga underarter finns listade i Catalogue of Life.